# Mikoyan-Gurevich MiG-11
Con il nome di Mikoyan-Gurevich MiG-11 (in russo Микояна и Гуревича МиГ-7?, Mikojana i Gureviča MiG-11) viene identificato il progetto di un aereo da caccia sovietico, da realizzare partendo dal precedente MiG-3, affidato all'OKB 155 diretto congiuntamente da Artëm Ivanovič Mikojan e Michail Iosifovič Gurevič, sul finire del 1941.
Il progetto fu inizialmente identificato con la denominazione di «Aereo A» o «I-220» ed il suo sviluppo fu ritardato dalla necessità di evacuare gli studi di progettazione e gli impianti di produzione a causa dell'invasione tedesca nel corso della seconda guerra mondiale; ne furono costruiti due esemplari e non superò la fase di prototipo.

## Storia del progetto
Lo sviluppo del precedente MiG-3 avrebbe dovuto concretizzarsi in un aereo realizzato intorno al motore Mikulin AM-37, unità a 12 cilindri a V di 60º, progettato dall'OKB 34 diretto da Aleksandr Aleksandrovič Mikulin; le prime notizie del progetto risalgono al mese di luglio del 1941 e le prestazioni previste parlano di una velocità massima di 680 km/h a 7600 m di quota, con un tempo di 5 minuti e 15 secondi per raggiungere i 5000 m.
La realizzazione del velivolo fu però sospesa nell'ottobre del 1941 quando, da Mosca, il GAZ N°1. con l'annesso OKB-155 furono trasferiti a Kujbyšev a seguito dell'avanzata delle truppe tedesche sul fronte occidentale sovietico. La presentazione di un primo mockup avvenne il 10 marzo del 1942 e fu in questa occasione che i vertici della V-VS, l'Aeronautica militare sovietica, decretarono per il velivolo la denominazione di MiG-11 in caso di avvio alla produzione in serie.
L'abbandono dello sviluppo del motore AM-37 ritardò però i programmi e si dovette rimettere mano al progetto: fu quindi stabilito che l'I-220 sarebbe stato equipaggiato con un altro motore all'epoca in fase di sviluppo, il Mikulin AM-39. Il nuovo mockup fu quindi presentato il 27 giugno ed ottenne l'approvazione della V-VS il 20 agosto, con la richiesta di produzione per due prototipi da sottoporre a prove di valutazione.
Tuttavia le difficoltà per l'OKB-155 non erano finite: il nuovo AM-39 non era ancora immediatamente disponibile e si rese necessario trovare un'unità motrice che potesse, almeno temporaneamente, consentire lo svolgimento delle prove di volo; la soluzione fu trovata utilizzando un Mikulin AM-38F, motore capace di 1 500 CV (1 103 kW) di potenza a 4800 m di quota.
Il prototipo uscì dalle officine del GAZ N°155 nel mese di settembre e, malgrado nuovi problemi con il motore, il 26 dicembre staccò per la prima volta le ruote da terra; dopo alcune modifiche necessarie per correggere alcuni imprevisti, nel mese di marzo del 1943 l'aereo mise in luce (pur con il motore provvisorio) un interessante potenziale, toccando punte velocistiche di 576 km/h a livello del mare e 624 km/h a 2650 m.

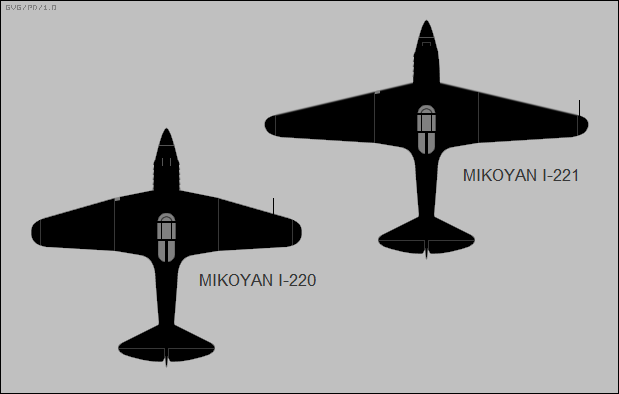
Proiezione comparativa dei prototipi Mikoyan-Gurevich I-220 e I-221

L'arrivo del primo esemplare di AM-39 richiese aggiustamenti marginali all'impianto di raffreddamento ed ai condotti di aspirazione a valle del compressore e, sul finire del mese di maggio, le prove poterono riprendere, facendo registrare valori superiori alle specifiche richieste: l'I-220 raggiunse i 697 km/h a 7800 m e impiegò 4 minuti e 30 secondi per salire a 5000 m mentre l'arrivo a quota 8000 m richiese poco più di 8 minuti e 10 secondi.
Il motore AM-39 risultò tuttavia fonte di numerosi problemi che nemmeno frequenti ritorni in officina furono in grado di risolvere; fu quindi deciso di reinstallare, seppur provvisoriamente, l'AM-38F per affrontare le prove di accettazione da parte della V-VS; queste furono condotte tra il 22 ottobre del 1943 e il 2 gennaio del 1944, con esito positivo. Le prestazioni dell'aereo, pur con il motore provvisorio, risultarono adeguate e i piloti ne apprezzarono tanto le caratteristiche in volo quanto le capacità di fuoco; malgrado alcuni problemi di buffeting all'impennaggio e di bruschi movimenti di rollio in condizioni di elevati angoli d'incidenza, l'I-220 fu considerato al di sopra di tutti gli altri velivoli all'epoca in valutazione. In ogni caso fu chiesto di svolgere, il prima possibile, nuove prove con la configurazione definitiva dell'aereo dotata del motore AM-39.
Nel frattempo fu approntato anche il secondo prototipo dell'I-220 che presentava modifiche al carrello e armamento potenziato da due a quattro cannoni ShVAK nel muso. Questo secondo esemplare venne portato in volo nei primi mesi del 1944 ma venne presto sottoposto a modifiche sostanziali tanto da essere classificato come un nuovo modello e denominato «I-225».
Le prove dell'I-220 ripresero a metà luglio del 1944 prima che nuovi problemi al motore le ritardassero, nuovamente, fino al mese di settembre; infine fu lo stesso Artëm Mikojan che decise di mettere fine allo svolgimento dei test: per quanto l'aereo avesse mostrato buone prestazioni e fosse dotato di armamento sufficientemente potente, era divenuto chiaro che sarebbe stata necessaria una profonda revisione del progetto per consentirgli di ottenere tutte le prestazioni richieste, con particolare riguardo alla quota massima operativa di 13000 m.

### I-225
In realtà l'evoluzione del progetto dell'I-220 era già stata impostata in quegli stessi mesi, contemporaneamente ad un altro prototipo sviluppato per trovare un successore del MiG-3, denominato I-224: si trattava dell'«I-225» o «Aereo 5A», realizzato modificando il secondo esemplare di I-220.
Fu l'ultimo progetto avviato dallo staff di Mikojan e Gurevič in tempo di guerra e fu affidato ad Anatolij Grigor’evič Brunóv, progettista che più tardi avrebbe curato la realizzazione del MiG-15 e del MiG-21. Diversamente dal modello precedente, per questo prototipo non viene indicata la denominazione MiG-11, né altra denominazione ufficiale della V-VS poiché non ci fu mai una reale possibilità che fosse avviato alla produzione in serie.
Il nuovo velivolo era equipaggiato con il motore Mikulin AM-42B, dotato di turbocompressore (sul cui modello le fonti non concordano citando un singolo TK-1A oppure un TK-300B); si trattava di un motore in grado di sviluppare potenze nell'ordine di 2 000 - 2 200 CV al decollo.
L'I-225 fu portato in volo per la prima volta il 21 luglio 1944 e nel giro di un paio di giorni compì ben 14 voli, sostanzialmente senza alcun problema; in occasione del quindicesimo decollo il motore ebbe un serio malfunzionamento e l'aereo ricadde al suolo da 15 metri d'altezza con danni irreparabili.
Un secondo esemplare, equipaggiato con una variante migliorata del motore AM-42, fu portato in volo il 14 marzo del 1945 e si rivelò uno dei più veloci velivoli con motore a pistoni realizzati in Unione Sovietica raggiungendo i 720 km/h a 8500 m di quota, superato solamente dal più piccolo Yakovlev Yak-3/VK-108. Problemi al motore ed al turbocompressore costellarono i vari cicli di prove cui l'aereo fu sottoposto, che furono sospesi nel marzo del 1947 quando ormai l'era degli aviogetti era agli albori di un prospero futuro.

## Tecnica

### Cellula
L'I-220 presentava fusoliera in compensato multistrato che nella parte anteriore era integrata da un traliccio di tubi d'acciaio a sostenere il motore; la parte della coda era realizzata in lega d'alluminio ed era imbullonata ai correnti della parte centrale. Rispetto al MiG-3, l'I-220 era più lungo di 1,25 m.
La cabina di pilotaggio era posizionata nella zona centrale della fusoliera, in posizione sensibilmente più avanzata rispetto a quella del MiG-3, con vantaggi per il pilota sia in termini di visibilità che di sensibilità ai controlli dato che veniva a trovarsi in prossimità del centro di massa del velivolo. Diversamente da quanto avvenuto sia nel MiG-3 che nell'I-220, la cabina dell'I-225 era dotata di pressurizzazione date le alte quote raggiunte in azione.
L'ala era completamente rinnovata sia nella sua apertura che nel disegno complessivo: con il contributo dello TsAGI era stata realizzata con profilo a flusso laminare, bordo d'uscita rettilineo e bordo d'entrata considerevolmente rastremato verso l'estremità. Nell'estremità del bordo d'entrata erano presenti ipersostentatori (o slat) mentre sul bordo d'uscita sia i flap che gli alettoni erano presenti tanto nella parte centrale quanto nella parte esterna.
Il carrello d'atterraggio, di tipo classico, aveva struttura innovativa con un sistema di sospensione a leva; le ruote degli elementi anteriori si ritraevano all'interno dello spessore alare con senso del movimento verso l'interno del velivolo. In coda, anche il ruotino era di tipo retrattile.

### Motore
La ricerca di un motore adeguato alle prestazioni richieste per il velivolo destinato a succedere al MiG-3 si orientò, anche in questo caso, verso unità motrici raffreddate a liquido e caratterizzati dall'architettura a V: inizialmente la soluzione fu trovata nel nuovo Mikulin AM-39 per poi virare, più avanti negli anni con l'I-225, verso il Mikulin AM-42; in entrambi i casi si trattava di motori a dodici cilindri dotati di sovralimentazione, atta a garantire il mantenimento di elevate prestazioni anche in alta quota.
Entrambi i motori presentavano tubi di scarico singoli per ciascun cilindro e azionavano un'elica di tipo tripala, metallica.

### Armamento
Circa la dotazione offensiva, per quanto i prototipi non abbiano mai avuto occasione di entrare in azione di combattimento, alcuni indicano che il primo esemplare di I-220 fosse equipaggiato con due cannoni ShVAK nella parte superiore del muso e due mitragliatrici UBS nelle radici alari; altri riferiscono esclusivamente della presenza dei due ShVAK nel muso anche se era prevista l'installazione di altre due armi dello stesso tipo nella parte laterale della prua, al di sotto dei tubi di scarico del motore, che altri ancora riportano essere invece realmente presenti. In ogni caso tutti i quattro cannoni avrebbero fatto la loro comparsa nel secondo esemplare dell'I-220.
Relativamente all'armamento dell'I-225 una sola delle fonti ne dettaglia la consistenza, indicando che fosse costituito da quattro cannoni Shpitalny SSh-20 calibro 20 mm, che avrebbero dovuto essere in seguito sostituiti da altrettanti Berezin B-20 del medesimo calibro.

### Annotazioni
1. ↑  La denominazione del "costruttore" risulta scritta in modo diverso da quella del "progettista" poiché nel secondo caso la traslitterazione del cognome è effettuata secondo il sistema della traslitterazione scientifica, impiegato come standard convenzionale nelle pagine di Wikipedia in lingua italiana.
2. ↑  In questo caso si trattava di una denominazione interna allo studio di progettazione: la sigla «I» stava per «Izdelie» (dal russo «Изделие»), letteralmente «Articolo».
3. ↑  In russo «Государственный Авиационный Завод» (ГАЗ), traslitterato in «Gosudarstvennyj Aviacionnyj Zavod» («GAZ»), cioè Fabbrica Aeronautica di Stato.
4. ↑  Oggi Samara.
5. ↑  In inglese: «wing drop».

### Fonti
1. 1 2 3 4  Gordon e Dexter, 2003, p. 93.
2. 1 2 3 4 5 6 7 8 9 10  Gordon e Dexter, 2003, p. 73.
3. 1 2 3 4 5  Gordon e Dexter, 2003, p. 79.
4. 1 2 3 4  Gordon e Dexter, 2003, p. 83.
5. 1 2  Gunston e Gordon, 1998, p. 39.
6. 1 2 3 4 5 6 7 8 9 10  Gordon e Dexter, 2003, p. 91.
7. 1 2 3 4 5 6 7  Gunston e Gordon, 1998, p. 40.
8. 1 2 3 4 5  Butowski e Miller, 1991, p. 49.
9. 1 2  Gunston e Gordon, 1998, p. 34.
10. 1 2  Gunston e Gordon, 1998, p. 35.
11. ↑  Butowski e Miller, 1991, p. 48.